# Eilema plumbeomicans
Eilema plumbeomicans là một loài bướm đêm thuộc phân họ Arctiinae, họ Erebidae.